# Lac de Pilate
Pour les articles homonymes, voir Pilate.
Le lac de Pilate (en italien : lago di Pilato) est l'unique lac naturel des Marches, région du centre-est de l'Italie. Sa surface est variable. Il se trouve au sein d'une profonde vallée en forme de « U », juste en dessous du monte Vettore dans la chaîne des monts Sibyllins (Parco nazionale dei monti Sibillini).

## Description
Le lac s'est formé à la suite d'un barrage, résultat des restes des coulées de l'ère glaciaire.
Le dernier façonnage de la vallée glaciaire date du Pléistocène supérieur (-125000 à -10000 ans). Il se niche entre des parois montagneuses très abruptes juste en dessous du Monte Vettore. Il est souvent défini comme il lago con gli occhiali (« le lac avec les lunettes »). Cette forme lui est donnée par les deux bassins complémentaires qui se forment quand son niveau d'eau est au maximum.
Les dimensions du lac et sa portée d'eau dépendent uniquement des précipitations. Le lac est alimenté par la pluie et surtout par la fonte des neiges qui recouvrent sa surface jusqu'au début de l'été. Certains névés résistent jusque fin août. Il ne présente aucun émissaire visible. On note au fond du lac des avaloirs susceptibles d’être mis en relation avec les sources de la rivière Aso ceci par l'intermédiaire de canaux  souterrains.
Les dimensions du lac sont d'environ 900 m de long, de 130 m de large et entre 8 et 9 m de profondeur. La profondeur a été relevée en 1990, année où le lac était complètement vide à la suite d'une forte sécheresse.
Fin août 2017, le lac est de nouveau victime de la sécheresse.

## Mythes et légendes
Dans la tradition populaire, le lac a été de tous temps considéré comme un endroit magique et mystérieux. Son nom provient d'une légende selon laquelle le cadavre de Ponce Pilate condamné à mort par Tibère aurait fini dans ses eaux sans aucune sépulture : le corps enfermé dans un sac fut posé sur un char tiré par des buffles qui, laissés vagabonder, finit par précipiter dans le lac depuis la crête très effilée de la Cima del Redentore. 

À partir du XIIIe siècle, le lac fut considéré comme un lieu de sorcellerie et de nécromancie.
Cet état de fait obligea les autorités religieuses à en interdire l'accès : construction de murs autour du bassin; installation (en tant qu'avertissement) d'une potence à l'entée du val, 
Autour du bassin du lac furent construits des murs afin d'interdire l'accès aux eaux.

Au Musée de la Grotta della Sibilla, près de Montemonaco, est conservée une pierre de couleur foncée dite La Gran Pietra, qui est incisée de lettres mystérieuses et qui fut retrouvée près du lac.
Selon la légende, le « lac de Pilate » ne serait rien d'autre que le Lac d'Averne par lequel on rentre aux Enfers.

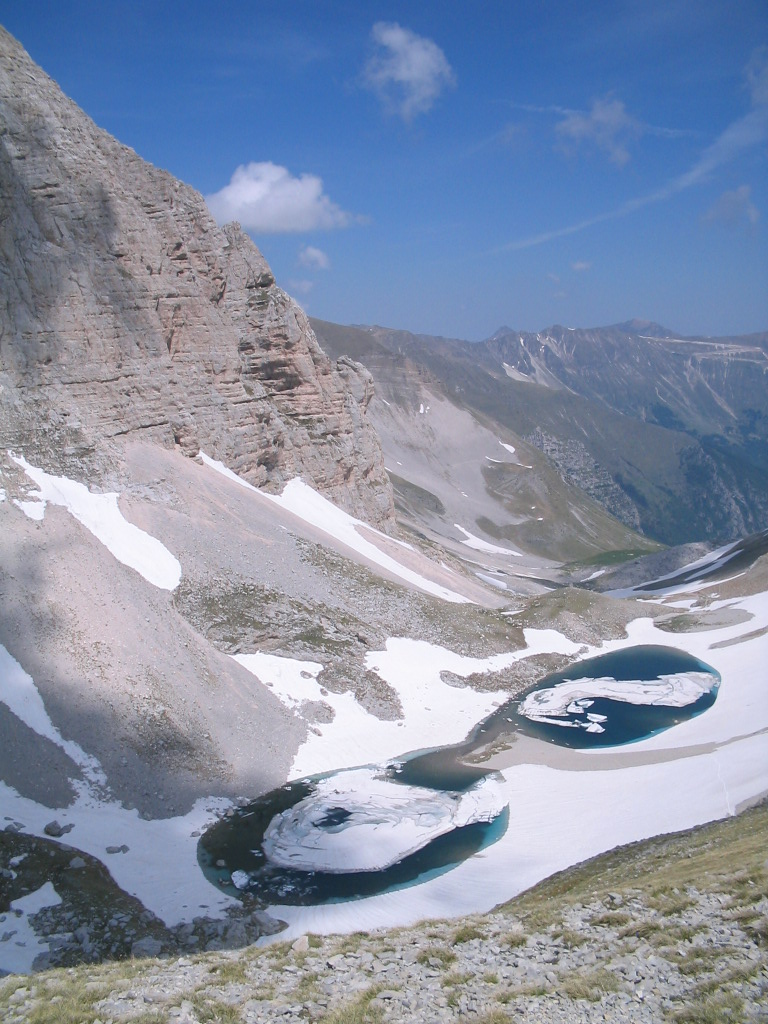
Lac de Pilate en mai.
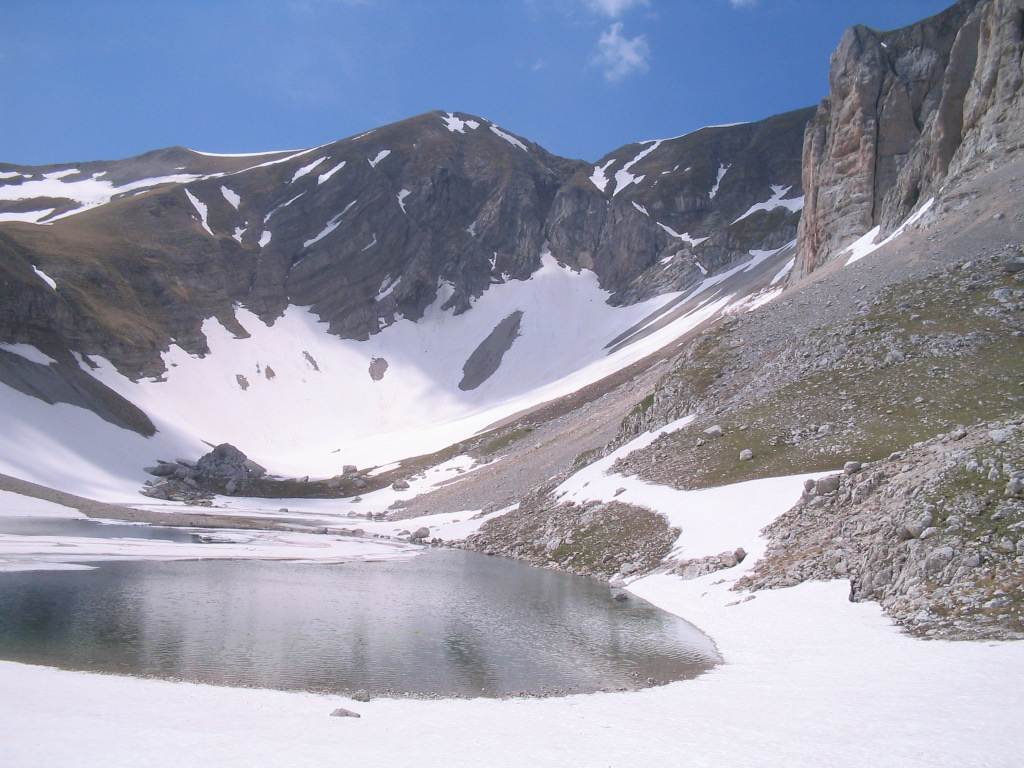
Cima del Redentore et lac de Pilate.
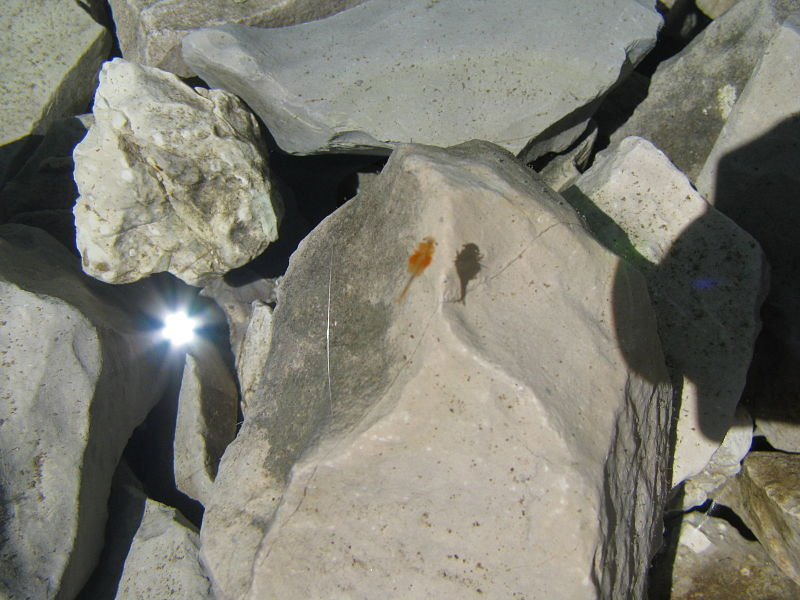
Le chirocéphale de Marchesoni.

## Faune aquatique
Le petit lac de Pilate, abrite une faune riche parmi laquelle on trouve :
- le Chirocéphale de Marchesoni (Chirocephalus marchesonii), crustacé endémique. Il est de couleur rouge et mesure de 9 à 12 mm. Sa particularité est de nager sur le dos et de se déplacer en arrière ;
- un insecte minuscule appelé ditiscide, coléoptère noir d'origine boréo-alpine.

## Sources
- (it) Cet article est partiellement ou en totalité issu de l’article de Wikipédia en italien intitulé « Lago di Pilato » (voir la liste des auteurs).